# Liechtensteini U21-es labdarúgó-válogatott
A Liechtensteini U21-es labdarúgó-válogatott Liechtenstein 21 éven aluli labdarúgó-válogatottja, melyet a liechtensteini labdarúgó-szövetség irányít.

## U21-es labdarúgó-Európa-bajnokság
- 1978–2006: nem vett részt
- 2007: nem jutott ki
- 2009: nem jutott ki
- 2011: nem jutott ki
- 2013: nem jutott ki
- 2015: nem jutott ki

## Olimpiai szereplés
- 1992: Nem jutott ki
- 1996: Nem jutott ki
- 2000: Nem jutott ki
- 2004: Nem jutott ki
- 2008: Nem jutott ki
- 2012: Nem jutott ki